# فيكتوريا شارب
فيكتوريا شارب (بالإنجليزية: Victoria Sharp)‏ هي محامية وقاضية بريطانية، ولدت في 8 فبراير 1956.